# Complexo da Cachoeira da Martinha
O Complexo da Cachoeira da Martinha fica localizado no município de Chapada dos Guimarães, no Mato Grosso.
As “Cachoeiras da Martinha” são as cinco quedas d'água com o maior volume do município. Elas possuem uma altura que varia de um a dez metros. Por meio de pesquisas do Instituto de Populações Tradicionais (ECOSS) e da Fundação de Amparo à Pesquisa de Mato Grosso (Fapemat), foram localizadas, nas proximidades do Complexo de Cachoeiras da Martinha, ruínas de um engenho do final do século XVIII, que constitui importante sítio arqueológico.
O Complexo foi tombado em 2007 como Patrimônio Paisagístico e Histórico de Mato Grosso em uma parceria da Secretaria de Cultura do Estado e o Instituto Ecossistemas e Populações Tradicionais (Ecoss) que fez toda a pesquisa necessária para o tombamento da área. O tombamento abrange um trecho de cachoeiras com poços de água cristalina no rio da Casca, um sítio Arqueológico Histórico de Engenho de Cana de Açúcar do século XVIII e uma nascente de água, somando o total de 1.000 m² de área a ser preservada.
No início de 2020, uma enxurrada demasiado forte danificou as margens do Complexo, arrastou toras, destruiu a vegetação, levou restos de pontes antigas e chegou até a modificar as rochas de tão forte.
No que se refere o nome do complexo de cachoeiras, de acordo com os moradores, no passado, próximo às margens das cachoeiras, vivia uma linda jovem chamada Martinha. Todos os tropeiros que passavam pelo local davam a desculpa que iriam se banhar na cachoeira, porém iam para ver Martinha.